# بيبي الهرثمية
بيبي بنت عبد الصمد الهروية الهرثمية، (380 هـ - 477 هـ) الشيخة المعمرة المحدثة، أم الفضل، وأم عزّى. راوية الجزء المنسوب إليها عن عبد الرحمن أبن ابي شريح صاحب البغوي وابنا الصاعد. توفيت وقد استكملت تسعين سنة.
ولكونها من المعمرات، فقد كانت اسانيدها عالية، فاهتم العلماء بالأخذ عنها، فأسندوا إليها في جزئها المشهور.
قال أبو سعد السمعاني: هي من قرية بخشة على بريد من هراة، صالحة عفيفة، عندها جزء من حديث ابن أبي شريح، تفردت به، سمعه منها عالم لا يحصون. حدث عنها: محمد بن طاهر، ووجيه الشحامي، وأبو الفتح محمد بن عبد الله الشيرازي، وعبد الجبار بن أبي سعد الدهان، وأبو الوقت عبد الأول السجزي، وخلق آخرهم موتا عبد الجليل بن أبي سعد المعدل الذي لحقه عبد القادر الرهاوي الحافظ. وقد روى أبو علي الحداد في «معجمه»، عن ثابت بن طاهر، عنها.
وترجم لها الذهبي في السير، والعبر وتاريخ الإسلام، ووصفها في السير «الشيخة المعمرة المسندة».